# Казанка (Томский район)
Каза́нка — деревня в Томском районе Томской области. Входит в состав Спасского сельского поселения.

## География
Деревня стоит на берегу реки Томи на юге Томского района. Через Казанку проходит Коларовский тракт; деревня расположена на полпути из Коларова в Батурино.
Улицы — Коларовский тракт; Береговая, Озёрная, Садовая, Новая, Солнечная, Сосновая, Лесная; Придорожный и Весенний переулки.
С востока к Казанке примыкают СНТ «Елизавета» и «Энергетик».

## Население
| 2002 | 2008 | 2009 | 2010 | 2011 | 2012 | 2013 |
| ---- | ---- | ---- | ---- | ---- | ---- | ---- |
| 69   | ↘54  | ↘49  | ↗51  | ↗85  | ↗87  | ↗94  |
| 2014 | 2015 | 2021 |      |      |      |      |
| ↗96  | ↗97  | ↘96  |      |      |      |      |

Согласно переписи населения 2010 года в селе проживают, в основном, чатские татары.